# Anorexia mirabilis

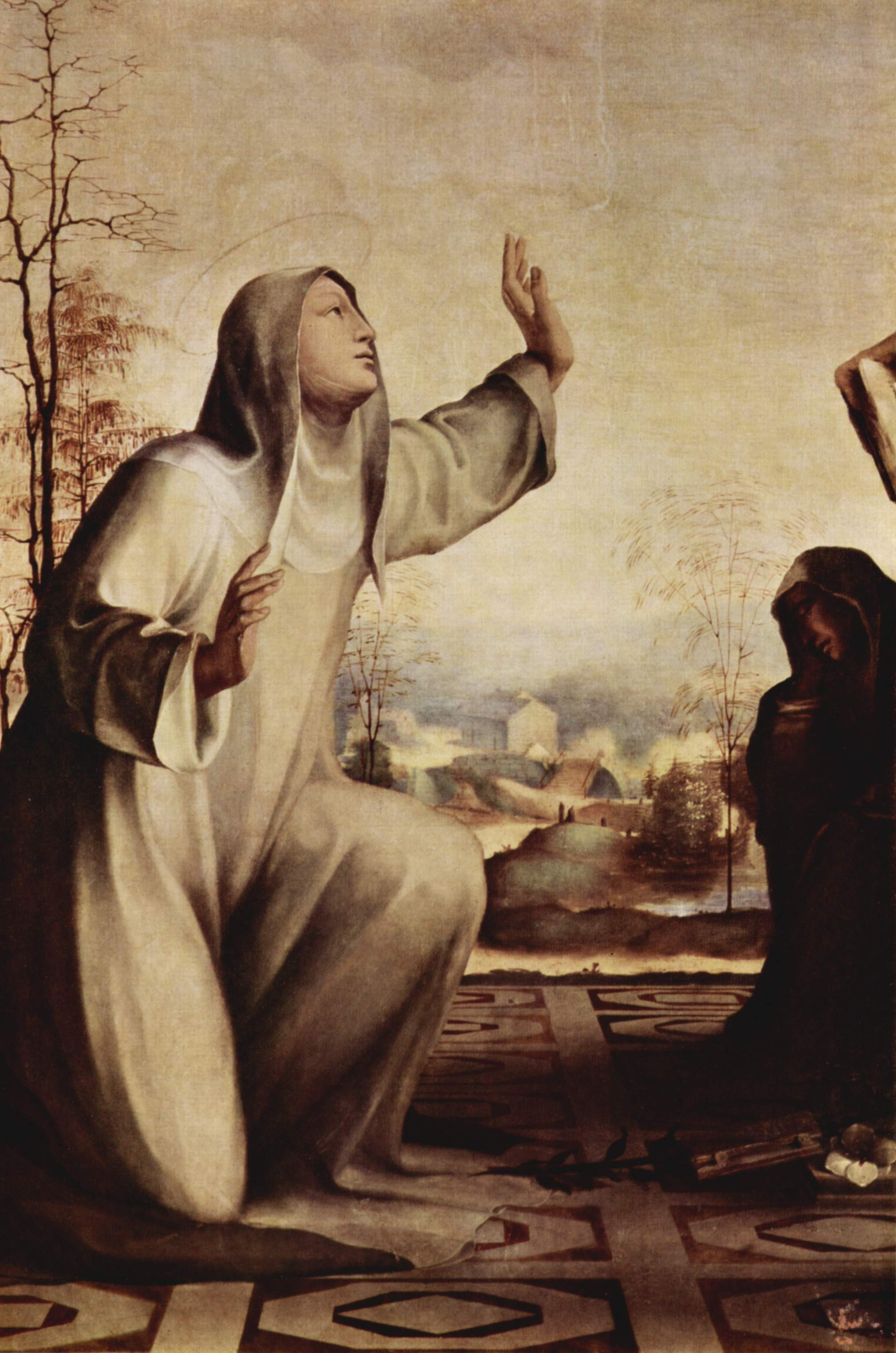
Catalina de Siena recibiendo los estigmas.

La anorexia mirabilis, también conocida como anorexia santa o inedia prodigiosa o coloquialmente como chicas que ayunan, es un trastorno alimentario, similar al de la anorexia nerviosa. Fue común en la Edad Media en Europa, aunque no se restringió a esa época, y afectaba principalmente a monjas católicas y mujeres religiosas. La inanición voluntaria era común entre las mujeres más devotas como una forma de imitar el sufrimiento de Jesús en sus tormentos durante la Pasión. Las mujeres estaban en gran medida restringidas a causarse dolor voluntario mediante el ayuno, mientras que los hombres santos experimentaban el sufrimiento a través del castigo físico flagelándose.

## Descripción general

### Etimología
El término Anorexia mirabilis proviene del latín y significa "pérdida de apetito inspirada milagrosamente", mientras que inedia prodigiosa significa "gran inanición".

### Descripción
La anorexia mirabilis se caracteriza principalmente por la negativa a comer, lo que resulta en inanición, desnutrición y, a menudo, la muerte. Se diferencia de la anorexia nerviosa en que la enfermedad está asociada con la religión y no con la estética personal, aunque este comportamiento no solía ser aprobado por las autoridades religiosas como algo sagrado. Aunque la anorexia mirabilis está, por definición, relacionada con la religión, particularmente el catolicismo, se sabe que quienes la padecen desafían las órdenes de sus superiores religiosos de dejar de ayunar y su negativa a comer a veces precedió a su participación en actividades religiosas. Las afectadas se involucraban en conductas preocupantes y extrañas diseñadas para causarse dolor, para que les recordara el sufrimiento de Jesucristo, y deseaban parecer poco atractivas con la esperanza de evitar el matrimonio y el consecuente contacto sexual. Inedia se refiere a la supuesta capacidad de una persona de vivir sin consumir alimentos.
La práctica de la inanición voluntaria o anorexia mirabilis era una conducta adoptada sólo por las mujeres, particularmente en la Edad Media, como una forma de imitar el sufrimiento de Jesús en sus tormentos durante la Pasión, ya que las mujeres preferían experimentar este dolor voluntario mediante el ayuno, mientras que los hombres santos experimentaban el sufrimiento a través del castigo físico mediante la flagelación. Por esta razón, a menudo se las llamaba coloquialmente "mujeres ayunadoras", ya que no había "chicos ayunadores". Esta denominación coloquial se convirtió en la más común en la época victoriana anglosajona, siendo anorexia mirabilis el término utilizado únicamente en círculos médicos.
Existe documentación sobre aproximadamente dos tercios de las mujeres santas consideradas oficialmente por la Iglesia Católica como santas, beatas, venerables o siervas de Dios y que vivieron después de 1200 d. C., que demuestra que más de la mitad de ellas mostraban signos claros de anorexia, existiendo documentación extensa y altamente confiable disponible para aproximadamente dos docenas de ellas.

### Historia
La primera víctima de anorexia mirabilis de la que se tiene noticia sería Santa Wilgefortis, una legendaria princesa católica no canonizada que supuestamente habría vivido en algún momento entre el siglo VIII y el siglo X en Galicia, que se dejó matar de hambre e hizo voto de castidad para evitar un matrimonio concertado. Ella le pidió a Dios que la hiciera fea y le salió barba. Su pretendiente la rechazó debido a su apariencia y, como castigo por sabotear la unión, su padre, el rey de Portugal, la hizo crucificar. Por su sufrimiento fue venerada extraoficialmente por algunos católicos.
Aunque este trastorno fue más prominente en la Edad Media, existen casos modernos. En 2014, investigadores médicos publicaron un artículo sobre una mujer no identificada de unos sesenta años, nacida en Chicago, Illinois, que habría sufrido anorexia mirabilis. La mujer ingresó a un convento a la edad de 13 años y comenzó a restringir su alimentación con la esperanza de alcanzar la santidad.

## Casos notables
- Pelagia de Antioquía fue una santa cristiana y ermitaña del siglo IV o V que murió como resultado de un ascetismo extremo, que la había demacrado hasta el punto de que ya no podía ser reconocida.
- María de Oignies (1177-1213) hizo grandes esfuerzos por causarse dolor físico, queriendo sufrir como Jesucristo. Se privó del sueño y cuando comía, que era muy poco, prefería el pan tan duro que le hacía sangrar las encías. Eligió vivir en la pobreza a pesar de pertenecer a una familia rica y se abstuvo de mantener relaciones íntimas a pesar de estar casada. Al igual que otras enfermas de anorexia mirabilis, finalmente se negó a comer cualquier alimento que no fueran las hostias consagradas y murió a la edad de 36 años.[7]
- Wilgefortis de Portugal fue una legendaria infanta portuguesa que hizo voto de virginidad y comenzó a morir de hambre para evitar el matrimonio. Se dice que ella oró para que la hicieran fea, lo que le valió una poblada barba, que la gente probablemente asumió que era obra de Dios. Finalmente fue crucificada. Más tarde fue venerada como santa dentro de la Iglesia católica.[6]
- Se sabía que Catalina de Siena (1347-1380) ayunaba durante largos períodos de tiempo. Hacia el final de su vida, cuando su enfermedad estaba en su peor momento, el único alimento que consumía era una única hostia consagrada que le daban como parte de la Eucaristía diaria. Desafió las órdenes de sus superiores religiosos de comer, alegando que estaba demasiado enferma para hacerlo. El mes anterior a su muerte, a la edad de 33 años, perdió el uso de sus piernas y la capacidad de tragar. Además de restringir su ingesta de alimentos, se sabía que utilizaba palillos insertados en la garganta para activar su reflejo nauseoso e inducir el vómito, como lo haría alguien con bulimia nerviosa.[3][8]
- Columba de Rieti (1467-1501) tiene varias similitudes con Catalina de Siena, entre ellas, el corte de pelo para evitar un matrimonio concertado y la negativa a comer antes de dedicarse al trabajo religioso. Al igual que Catalina, hacia el final de su vida, Columba restringió su consumo de alimentos únicamente a lo que le daban como parte de la Eucaristía diaria y murió a la edad de 34 años. Llevaba un cilicio y dormía sobre espinas.[9]
- Teresa Neumann (1898-1962) confesó no haber consumido otro alimento que la Sagrada Eucaristía durante toda su vida, ni haber bebido agua desde 1926 hasta su muerte, a pesar de su "constitución robusta".[10]
- Jane (nacida c. 1948) fue una mujer de Chicago, Estados Unidos, que comenzó a restringir su alimentación a la edad de 13 años con la esperanza de ser monja y, más tarde, una santa. Su peso preocupó a los del convento y fue despedida de su noviciado debido a preocupaciones por su salud. Su desnutrición le provocó amenorrea y probablemente afectó su desarrollo, ya que sólo alcanzó el 1,48 m de altura, pero no sufrió ningún tipo de enanismo. A la edad de 66 años, pesaba sólo 60 libras (27 kg).[6]

## Comparación entrela anorexia mirabilisy la anorexia nerviosa
La anorexia mirabilis tiene similitudes y claras diferencias, en múltiples aspectos, con la más moderna y conocida anorexia nerviosa.
En la anorexia nerviosa, las personas generalmente se privan de comida para alcanzar un cierto nivel de delgadez. Esto puede estar motivado por distintas causas, como una forma de lidiar con un trauma sexual o de otro tipo, una enfermedad mental no diagnosticada o como una forma de autolesión. También suele asociarse, aunque no siempre, con una distorsión de la imagen corporal. En comparación, la anorexia mirabilis frecuentemente se combinaba con otras prácticas ascéticas, como la virginidad de por vida, la conducta flagelante, el uso de cilicios, dormir en lechos de espinas y otras prácticas penitenciales diversas. Se trataba en gran medida de una práctica propia de mujeres católicas muy devotas, conocidas a menudo como "doncellas milagrosas".
La anorexia nerviosa del siglo XX tiene correlatos históricos en los casos de anorexia mirabilis de inspiración religiosa en santas. Un ejemplo es Catalina de Siena (1347-1380), quien denotaba en el ayuno santidad o humildad femenina y subrayaba la pureza. La investigación de la anorexia nerviosa en el siglo XX se ha centrado en los factores psicológicos, fisiológicos y otros.
La erudita medieval Caroline Walker Bynum, en su obra Holy Feast and Holy Fast: The Religious Significance of Food to Medieval Women, 1988, sostiene que la anorexia mirabilis, más que una anorexia mal diagnosticada, era una forma legítima de autoexpresión, con motivos que contrastan con el paradigma de la enfermedad moderna. Considera casos como el de Juliana de Norwich y otros anacoretas cristianos, que utilizan el ayuno como un medio legítimo para comunicarse con Cristo.
La historiadora social estadounidense Joan Jacobs Brumberg sugiere por su lado en la obra  Fasting Girls: The History of Anorexia Nervosa (1987) que la anorexia mirabilis ya no existe, no porque los motivos de quienes se mueren de hambre hayan cambiado, sino porque los paradigmas para codificar estos comportamientos han cambiado. Si una mujer joven tomara la decisión de morirse de hambre como medio para comunicarse con Cristo, los profesionales de la salud la codificarían como si tuviera anorexia nerviosa, independientemente de sus motivos.
Si existe o no continuidad histórica entre la anorexia mirabilis y la anorexia nerviosa es un tema de debate tanto entre los historiadores medievales como entre la comunidad psiquiátrica. Algunos han argumentado que existe una continuidad histórica entre ambas condiciones. Otros sostienen que la anorexia mirabilis debería entenderse como una forma medieval distinta de piedad religiosa femenina, dentro del contexto histórico de dichas sociedades.

## Casos históricos
La anorexia mirabilis frecuentemente iba acompañada de conductas que hoy en día serían consideradas muy preocupantes para la mayoría de los profesionales médicos. Se sabía que Ángela de Foligno comía las costras de los pobres y que Catalina de Siena drenaba el pus de los enfermos en una taza para beber.
Muchas mujeres rechazaban todo alimento excepto la sagrada Eucaristía, lo que significaba no sólo su devoción a Dios y a Jesús, sino que demostraba, para ellas, la separación del cuerpo y el espíritu. El hecho de que el cuerpo pudiera existir durante largos periodos de tiempo sin alimento dio a la gente de la época una imagen clara de cuánto más fuerte y, por tanto, de cuánto más importante, era el espíritu. No importaba que los períodos reportados de ayuno femenino fueran increíblemente largos, desde meses hasta muchos años, y que esto aumentara el atractivo de este logro específicamente femenino.
Se dice que María de Oignies (1167-1213) vivió como ermitaña, vestía solo de blanco y se cortó partes del cuerpo para saciar su deseo. Tanto ella como Beatriz de Nazaret afirmaban que el olor de la carne les hacía vomitar y que el más mínimo olor a comida hacía que se les cerrara por completo la garganta.

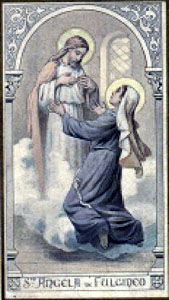
Ángela de Foligno

Se dice que tanto Ángela de Foligno (1248-1309) como Catalina de Siena (1347-1380) padecían anorexia mirabilis.
En la época de Catalina de Siena, el celibato y el ayuno eran muy valorados. El ayuno como ritual era tanto un medio para evitar la gula, uno de los siete pecados capitales, como para expiar los pecados pasados. Catalina ayunó inicialmente cuando era adolescente para protestar contra un matrimonio concertado con el marido de su difunta hermana Bonaventura. Buenaventura le había enseñado esta técnica a Catalina, negándose a comer hasta que su marido mostrara mejores modales. El ayuno entonces era una forma de ejercer cierto control, de recuperar el poder para el individuo y es similar a uno de los factores subyacentes de la anorexia nerviosa actual. De esta manera, las mujeres podrían ganar más libertad y respeto si permanecieran vírgenes que si se convirtieran en esposas. Catalina logró perseguir sus intereses en la teología y la política papal, oportunidades que probablemente eran menos disponibles para una esposa y madre.Se dice que vivió durante largos periodos prácticamente sin ningún alimento excepto la Eucaristía,lo que la llevó a morir a los 33 años por inanición.
Cualquier alimento adicional que la obligaban a comer, lo expulsaba mediante vómitos provocados al introducir una ramita o rama pequeña por la garganta.
En 1387, el beato Pedro de Luxemburgo murió a la edad de 17 años debido a una combinación de agotamiento por anorexia y fiebre.
Una banda de posibles violadores llegó a despojar a Columba de Rieti (1467-1501) de sus ropas, pero se retiraron porque ella había mutilado sus pechos y caderas tan completamente con cadenas con púas que no pudieron o no quisieron continuar. Finalmente Columba murió de hambre.

## Beneficios percibidos

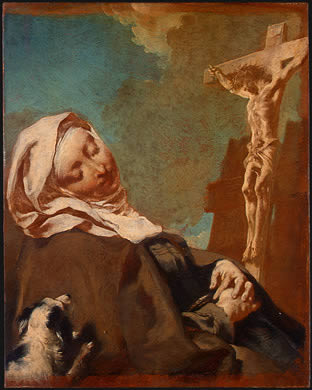
Santa Margarita de Cortona

Muchas de estas mujeres sentían que poseían al menos cierta medida de iluminación espiritual gracias a su ascetismo. Decían, por así decirlo, que sentían “embriaguez” por el vino sacramental, “hambre” de Dios, y, por el contrario, que estaban sentados en el “delicioso banquete de Dios”. La religiosa  Margarita de Cortona (1247–1297) creía que había mantenido comunicaciones extensas con el mismo Dios, y Columba de Rieti creía que su espíritu "recorrió la tierra santa" en visiones.
En su época, se creía que prácticamente todas estas mujeres poseían, o eso se las atribuía, algún nivel de destreza psíquica. Los ejercicios de abnegación y sufrimiento que estas mujeres llevaron a cabo les reportaron cierta fama y notoriedad. Se decía que alternativamente podían hacer un banquete con migajas, exudar aceite de las yemas de sus dedos, curar con su saliva, llenar barriles con bebida de la nada, producir leche aun siendo vírgenes y desnutridas, y realizar otros milagros notables.
La práctica de la anorexia mirabilis desapareció durante el Renacimiento, cuando la Iglesia comenzó a considerarla herética, socialmente peligrosa o posiblemente incluso de inspiración satánica. Logró sobrevivir en la práctica hasta casi el siglo XX, cuando fue superada por su contraparte más conocida, la anorexia nerviosa.

## SigloXXI
Existen relatos contemporáneos de anorexia mirabilis, el más notable de los cuales es el de una muchacha cristiana fundamentalista en Colombia, según lo informado por el antropólogo médico Carlos Alberto Uribe.

## Obras
- The Wonder (película), película de 2022 basada en la novela histórica del mismo título de Emma Donoghue.